# 桥面

桁架桥結構示意圖，其中Deck就是桥面

桥面是指桥梁的表面，也是桥梁的上层建筑。桥面可以由混凝土、钢材、光栅或木材构成。有时桥面上還建有道碴、鐵路軌道、瀝青路面，目的是讓火車和其他车辆從橋上通行，此時桥面本身就是橋上的道路的一部分。